# یرواند مارگاریان
یرواند مارگاریان (ارمنی: Երվանդ Մարգարյան؛ زادهٔ ۱۹ نوامبر ۱۹۶۱) یک تاریخ‌نگار، دکتر علوم تاریخی و استاد دانشگاه اهل ارمنستان است. وی رئیس «دپارتمان تاریخ جهان و مطالعات منطقه‌ای خارجی» در دانشگاه روسی-ارمنی (اسلاونیک) و محقق ارشد انستیتو تاریخ فرهنگستان ملی علوم ارمنستان است.

## زندگی‌نامه
وی از والدینی ارمنی در تاشکند به دنیا آمد و در سال ۱۹۶۶ به همراه خانواده اش به ارمنستان نقل مکان نمود. مارگاریان در سال ۱۹۸۳ از دپارتمان تاریخ و ادبیات زبان انگلیسی دانشگاه دولتی زبان‌ها و علوم اجتماعی بروسوف ایروان فراغ التحصیل شد.